# Leucopogonella pallida
Leucopogonella pallida là một loài côn trùng cánh nửa trong họ Aleyrodidae, phân họ Aleyrodinae.
Leucopogonella pallida được Dumbleton miêu tả khoa học đầu tiên năm 1961.